# Squalicorax
Squalicorax es un género extinto de tiburón lamniforme que vivió a finales del período Cretácico. 

## Etimología
El nombre Squalicorax proviene del término en latín squalo que significa "tiburón" y del griego corax que significa "cuervo".

## Descripción

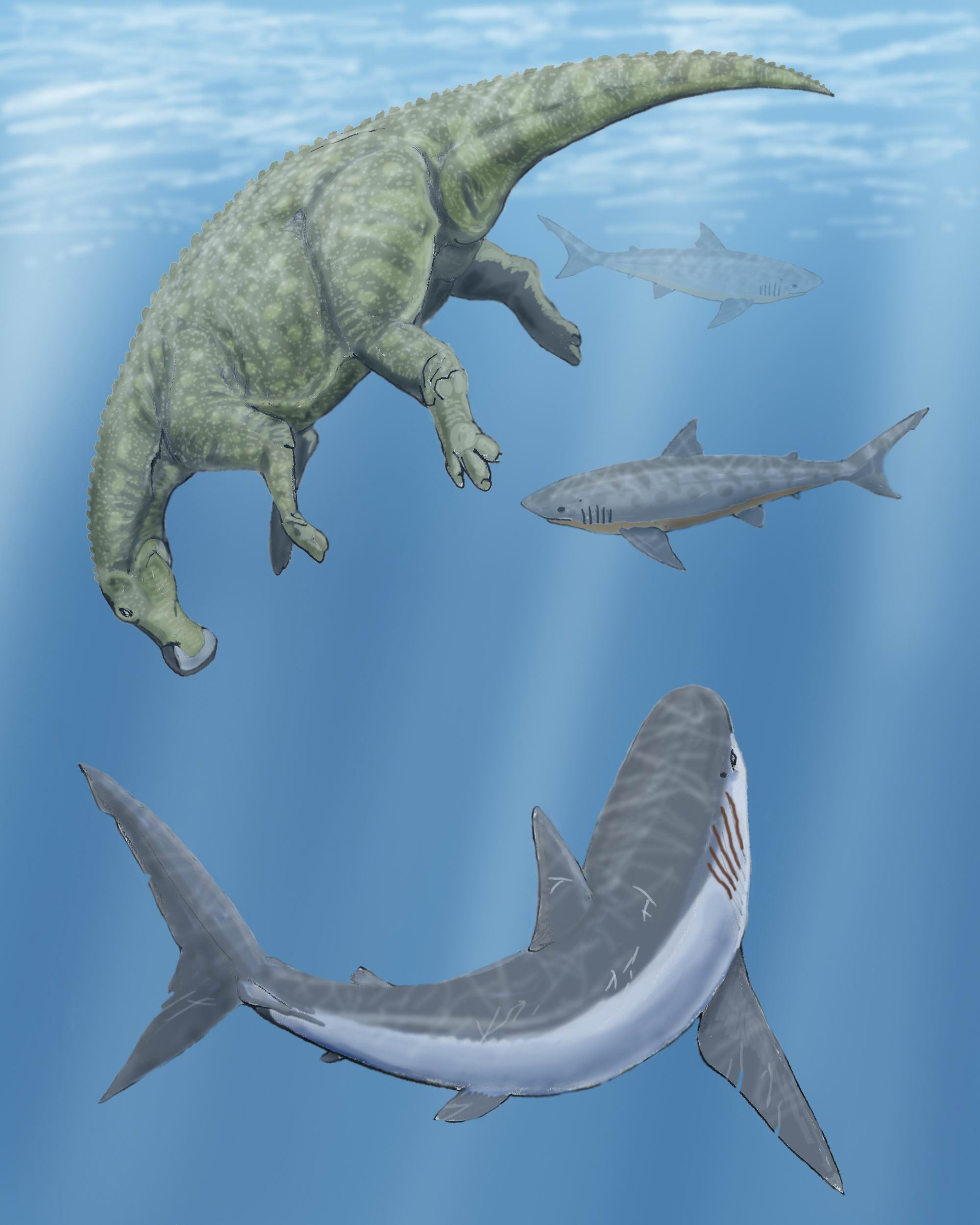
Dos Squalicorax y un Cretoxyrhina rodeando a un Claosaurus muerto

Como Cretoxyrhina es un miembro extinto de los Lamniformes. Tenía la forma típica de un tiburón, medía hasta 5 metros (promediando los 2 metros). Sus dientes eran numerosos, relativamente pequeños, con una corona curva y aserrada, con más de 2.5 - 3 centímetros de altura y con un perfil similar a los del tiburón tigre actual. Numerosos fósiles de estos dientes han sido hallados en Europa, África del Norte y en varias partes de Norteamérica. 
Fue un depredador costero, pero también era carroñero como se evidencia en dientes de Squalicorax hallados dentro del hueso metatarso (de pie) de un dinosaurio hadrosáurido que muy probablemente murió en tierra firme y terminó mar adentro. Aparte de esto, probablemente se alimentaba de mosasaurios, tortugas y peces óseos como Ichthyodectes.

## Descripción de especies seleccionadas

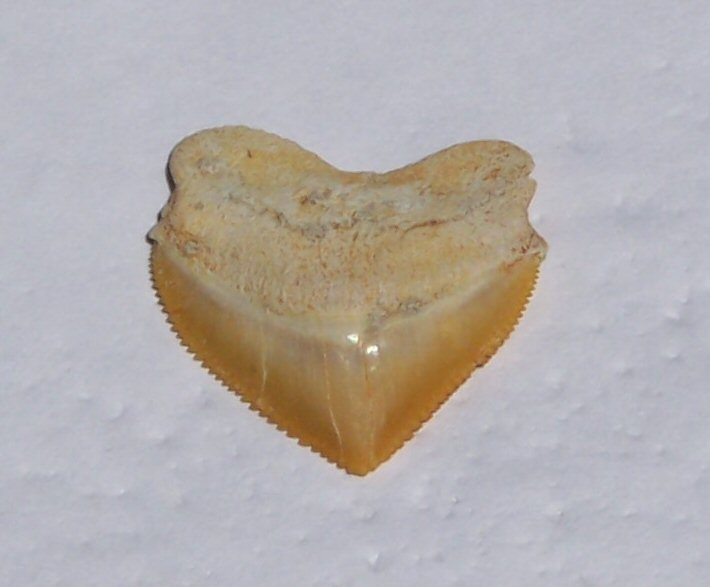
Diente de Squalicorax pristodontus del Cretácico de Marruecos.

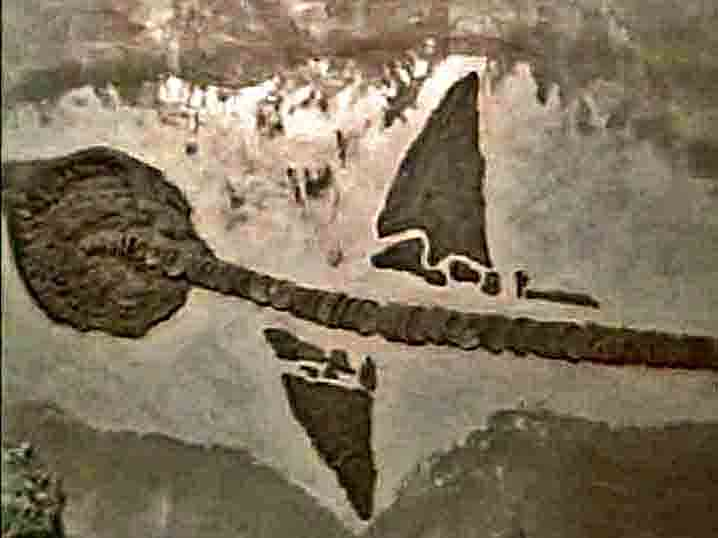
Vértebras y aletas pectorales fosilizadas de un Squalicorax de Kansas, de hace 70 - 80 ma, en el Instituto Smithsoniano, Washington

Las siguientes son las especies mejor estudiadas de las cuales se han descrito esqueletos relativamente completos:
- Squalicorax falcatus (Agassiz, 1843) – es un tiburón de tamaño medio con un amplio hocico y dientes relativamente pequeños. Alcanzaba una longitud de 3 metros. Vivió durante la transición del Cenomaniense - Santoniense alcanzando el Campaniense. Los esqueletos completos son conocidos del Mar Interior Occidental del Cretácico de Kansas, Dakota del Sur y Wyoming. Sus dientes son también hallados en Francia, República Checa, Canadá y Marruecos. Dado que tenía dientes pequeños, se considera que esta especie era un cazador de pequeñas presas. Sin embargo, las marcas de dientes de este tiburón en los huesos de reptiles marinos es evidencia de que se alimentaba de carroña. La forma del cuerpo y la estructura de las escamas placoideas truncas indican la habilidad de nadar rápidamente. Un esqueleto fósil articulado adulto de 1.9 metros de longitud de S. falcatus ha sido hallado en Kansas.

- Squalicorax kaupi (Agassiz, 1843) - desde finales del Santoniano hasta finales del Maastrichtiano de Norteamérica, Nueva Zelanda, Japón, África, Europa, Kazajistán y Jordania. Era levemente mayor que la especie precedente, la cual probablemente fue su ancestro.

- Squalicorax pristodontus (Agassiz, 1843) – es la especie de mayor tamaño, midiendo entre 3 a 5 metros de largo, basándose en el tamaño de sus mayores dientes. Vivió entre principios del Campaniano a finales del Maastrichtiense en Norteamérica, Francia, Países Bajos, Egipto, Marruecos y Madagascar. Los restos más completos (vértebras y fragmentos de mandíbulas) son hallados en sedimentos marinos de Norteamérica. Es la especie con dientes de mayor tamaño en el género. Sin embargo, las investigaciones no han mostrado una correlación precisa entre el tamaño de los dientes y la longitud corporal. Seguramente se alimentaba de grandes presas y de carroña.

- Squalicorax volgensis - es la especie más antigua del género, del Cretácico Inferior en la región del Volga, siendo descrita por L. Glickman et al. en 1971. Los dientes de esta especie son virtualmente carentes de sierras. Sus restos han aparecido en el Albiense - Turoniense de Europa oriental y occidental, así como en Texas. Los dientes también se han hallado en el Albiano de Angola y Australia, el Cenomaniano y Santoniano de Egipto, Kazajistán y Rusia.

## Especies

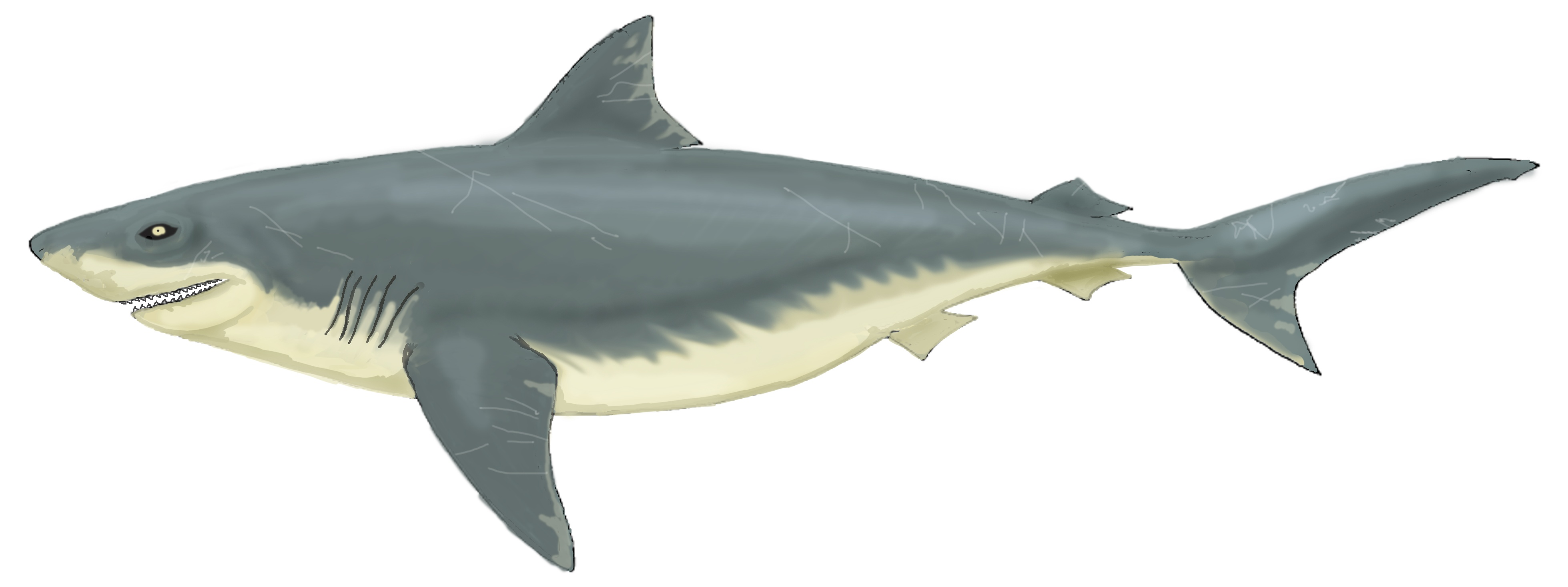
Squalicorax falcatus

- Squalicorax bassanii Gemmelaro, 1920
- Squalicorax curvatus Williston, 1900
- Squalicorax falcatus Agassiz, 1843
- Squalicorax kaupi Agassiz, 1843
- Squalicorax pristodontus Agassiz, 1843